# San Pedro Manrique
San Pedro Manrique es un municipio y localidad española de la provincia de Soria, en la comunidad autónoma de Castilla y León. El término municipal tiene una población de 619 habitantes (INE 2024).

## Geografía
Su término municipal comprende las localidades de Las Fuentes de San Pedro, Matasejún, Palacio de San Pedro, Taniñe, Valdenegrillos, Ventosa de San Pedro y Valdelavilla, además de varias localidades despobladas. El término municipal se encuentra enclavado en el valle del río Mayor o Linares, afluente del río Alhama y por tanto del Ebro, en la vertiente mediterránea de la provincia de Soria.
San Pedro Manrique es el centro comarcal de servicios de la comarca de Tierras Altas.
Hay un yacimiento de plomo en el término municipal.

## Historia
En "los Casares" se han encontrado evidencias de poblaciones celtíbera (sierras de Tierras Altas) que convivían grupos con vascones, íberos y romanos.
A la caída del Antiguo Régimen la localidad se constituye en municipio constitucional en la región de Castilla la Vieja, partido de Soria que en el censo de 1842 contaba con 138 hogares y 550 vecinos.
En los años 1960 crece el término del municipio porque incorpora a Acrijos, Armejún, Buimanco, Fuentebella, Vea con Peñazcurna y Valdemoro de San Pedro Manrique; y Villarijo.
En los años 1970 crece el término del municipio porque incorpora a:
- Matasejún, con Valdelavilla.
- Sarnago, con Valdenegrillos y El Vallejo.
- Taniñe, con Las Fuentes de San Pedro.
- Ventosa de San Pedro, con Palacio.

## Demografía
San Pedro Manrique cuenta con una población de 619 habitantes (INE 2024).
| Gráfica de evolución demográfica de San Pedro Manrique entre 1842 y 2021 |
| |
| Población de derecho según los censos de población del INE Población de hecho según los censos de población del INEEn 1967 crece el término del municipio porque incorpora a Armejún, Buimanco, Vea, y Villarijo. En 1968 a Acrijos y Fuentebella. En 1972 a Matasejún, Sarnago, Taniñe y Ventosa de San Pedro |

### Población por núcleos
| Núcleos                         | Habitantes (2000) | Habitantes (2010) | Notas      |
| ------------------------------- | ----------------- | ----------------- | ---------- |
| San Pedro Manrique              | 446               | 584               |            |
| Acrijos                         | 0                 | 0                 | Despoblado |
| Armejún                         | 0                 | 0                 | Despoblado |
| Buimanco                        | 0                 | 0                 | Despoblado |
| El Vallejo                      | 0                 | 0                 | Despoblado |
| Fuentebella                     | 0                 | 0                 | Despoblado |
| Las Fuentes de San Pedro        | 3                 | 5                 |            |
| Matasejún                       | 11                | 18                |            |
| Palacio de San Pedro            | 14                | 10                |            |
| Peñazcurna                      | 0                 | 0                 | Despoblado |
| Sarnago                         | 0                 | 7                 |            |
| Taniñe                          | 1                 | 3                 |            |
| Valdelavilla                    | 0                 | 0                 | Despoblado |
| Valdemoro de San Pedro Manrique | 0                 | 0                 | Despoblado |
| Valdenegrillos                  | 2                 | 2                 |            |
| Vea                             | 0                 | 0                 | Despoblado |
| Ventosa de San Pedro            | 10                | 10                |            |
| Villarijo                       | 0                 | 0                 | Despoblado |

## Economía

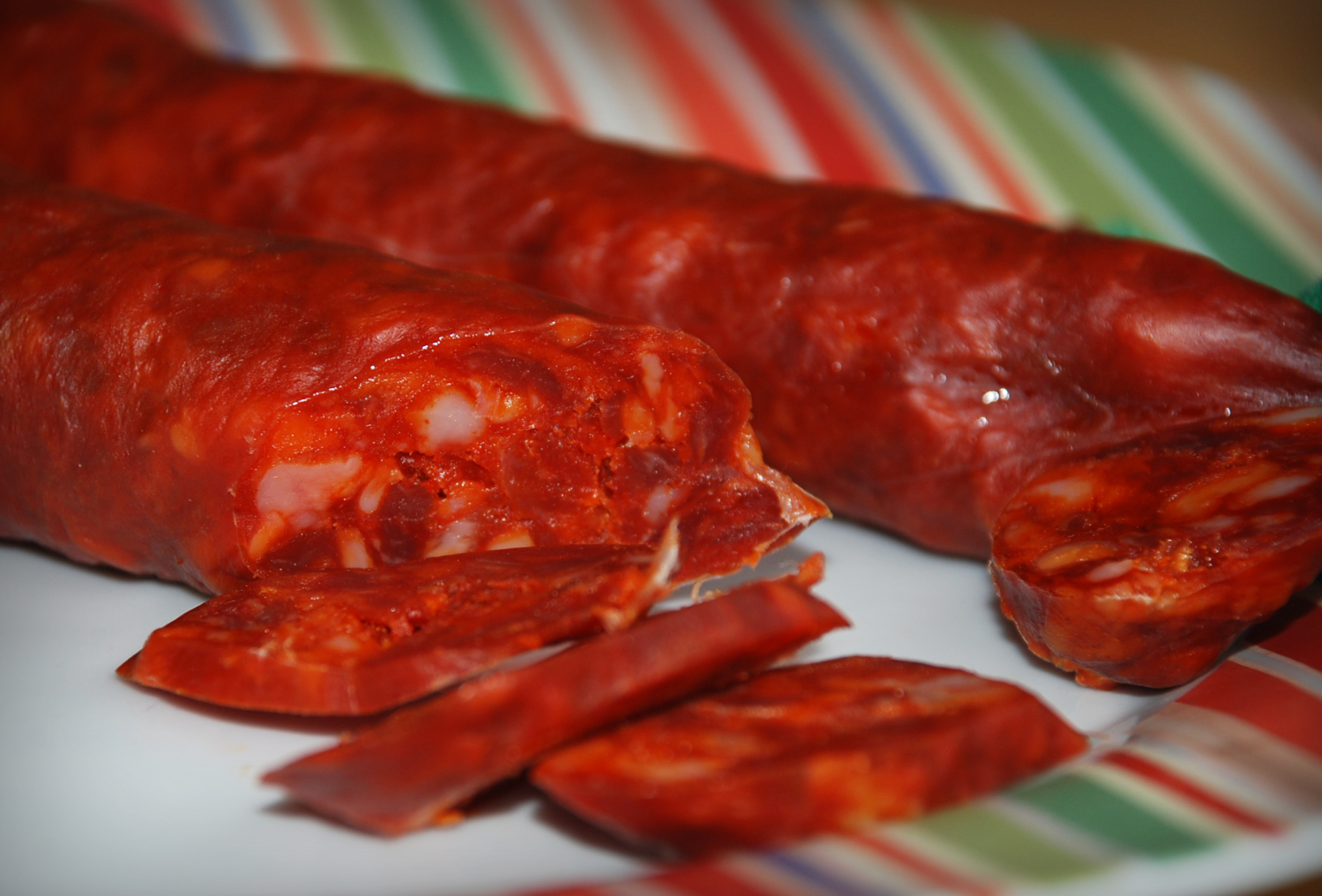
Chorizo picante.

Destacan la ganadería, agricultura, industria alimentaria (chacinera), hostelería, explotación forestal y micológica, comercio y servicios.

## Cultura
Es conocido por su peculiar celebración del Día de San Juan. En las fiestas, unas mujeres llamadas "móndidas" visten el traje típico ataviadas con enormes "cestaños" (especie de cesto relleno de piedras, para darle estabilidad, y que contiene un roscón y varios panecillos), decorados con flores y tres "arbujuelos" (ramas de árbol recubiertas de pan ácimo coloreado con azafrán). En la noche de San Juan, se realiza el conocido como Paso del Fuego, en él se enciende una hoguera junto a la ermita de la Virgen de la Peña y sobre sus ascuas, de roble del despoblado de Sarnago, los naturales del pueblo se descalzan y con sus pies pisan las brasas encendidas y dispuestas a modo de alfombra, pero de un modo determinado, sin quemarse las plantas de los pies, y la mayoría de las veces con alguien a cuestas.

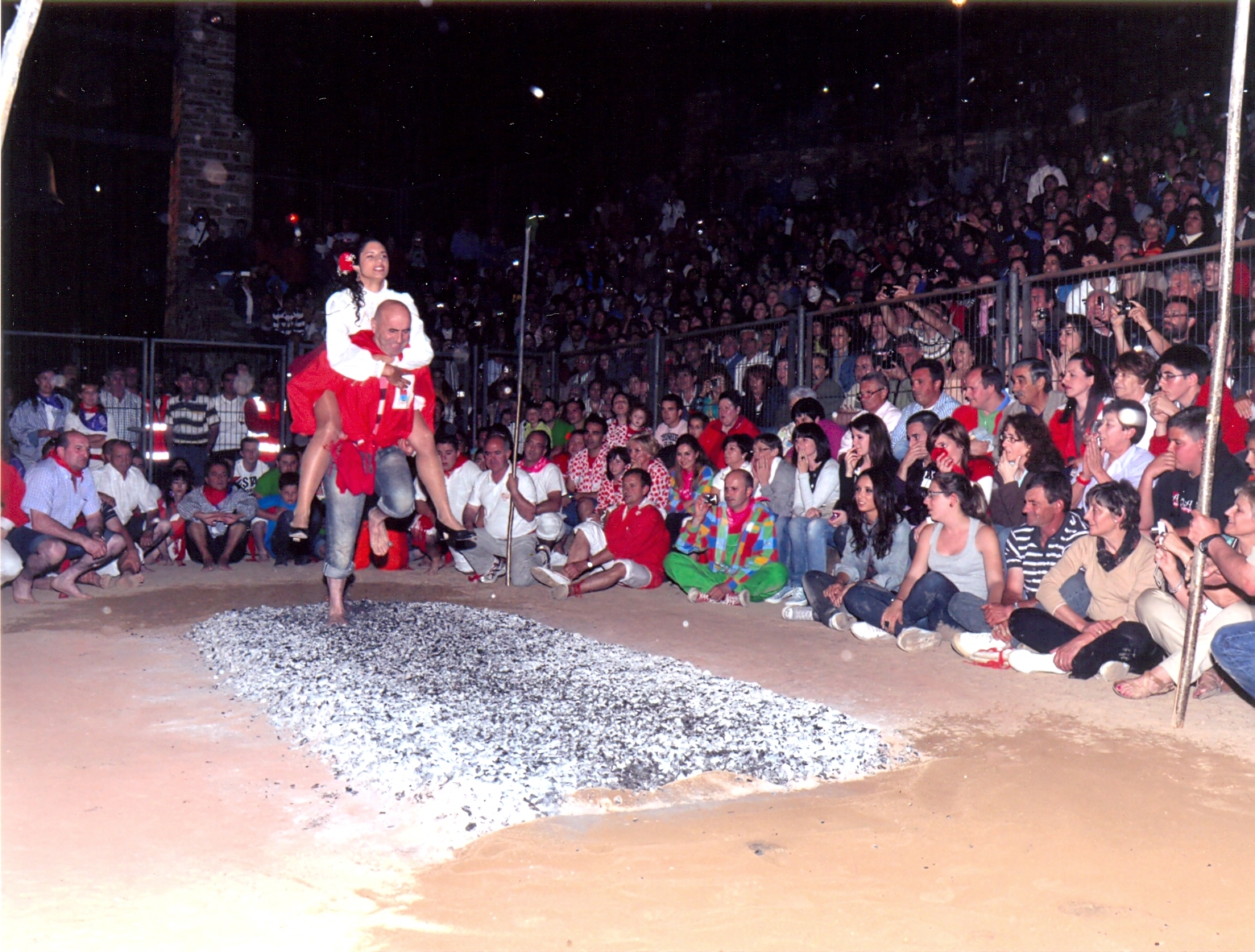
Paso del Fuego en San Pedro Manrique

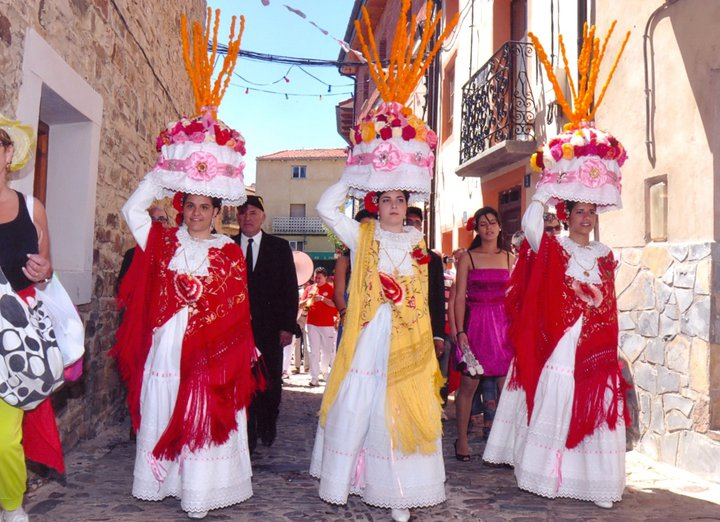
Móndidas de San Pedro Manrique

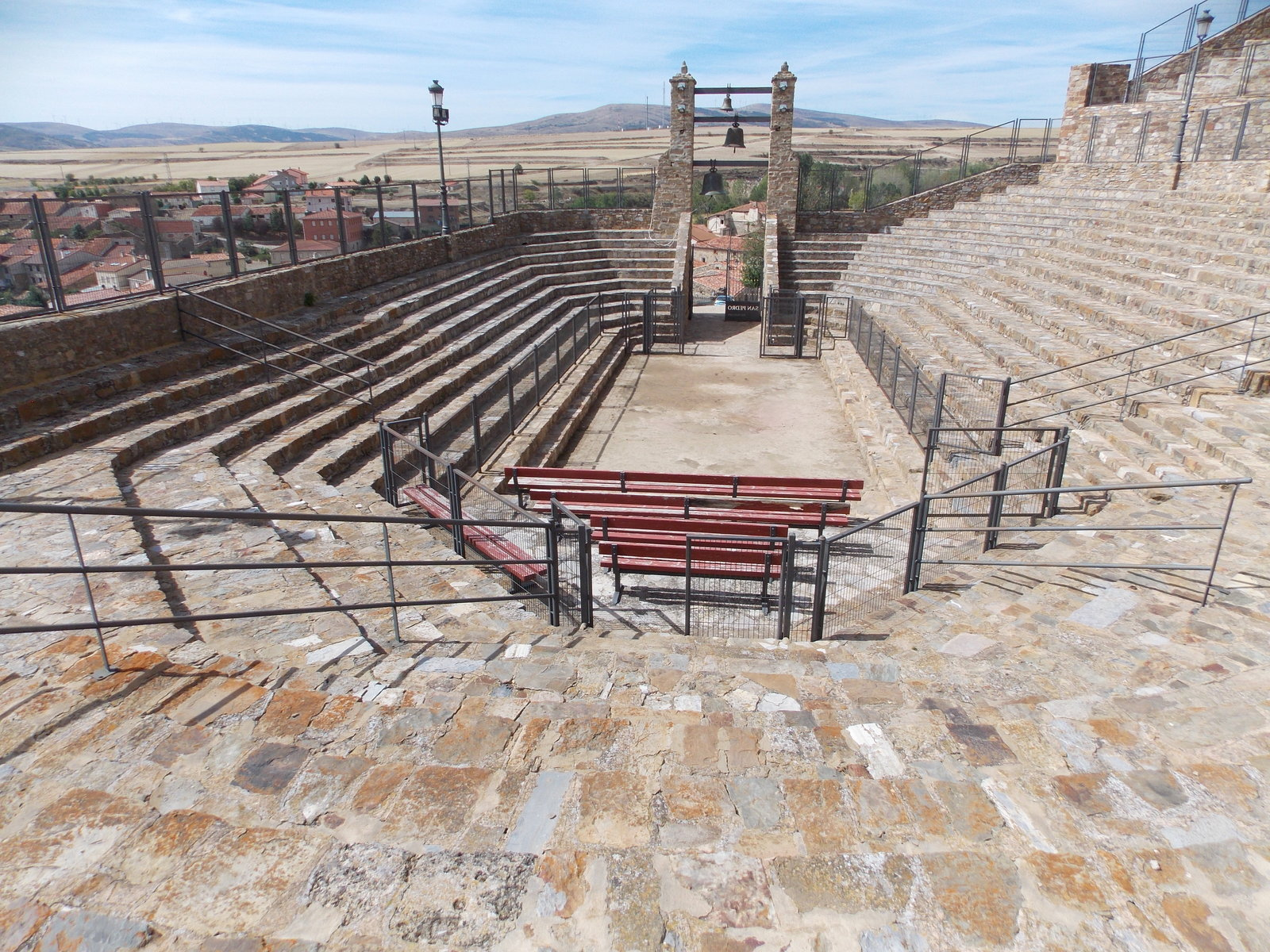
Recinto donde se realiza el paso del fuego.

Es muy posible que estas fiestas sean residuo de una fiesta pagana, precristiana, y el nombre de móndida, pueda provenir de Ménade. Antiguamente, eran las mujeres, que junto con especias, se les daban como ofrenda a los reyes moros, originarias de Tierras Altas. Actualmente, son las equivalentes a las reinas de las fiestas de otras localidades.

### Interés etnográfico
Por ACUERDO 97/2005, de 25 de agosto, la Junta de Castilla y León declara como Bien de Interés Cultural las fiestas del «Paso del Fuego» y las «Móndidas», en San Pedro Manrique, como lugar de interés etnográfico, dentro de la categoría de Sitio Histórico.
Y en 2008, fueron declaradas de Interés Turístico Internacional, siendo las únicas fiestas populares de la provincia de Soria con tal distinción.
Además de la ermita de la virgen de la Peña, hay que visitar la iglesia de San Miguel con tallas románicas de los Apóstoles
En 2011, un estudio científico del Paso del fuego provocó interés global. En este estudio, los científicos demostraron un efecto del paso del fuego de sincronizar los ritmos cardiacos de practicantes y espectadores.
- Edificios religiosos

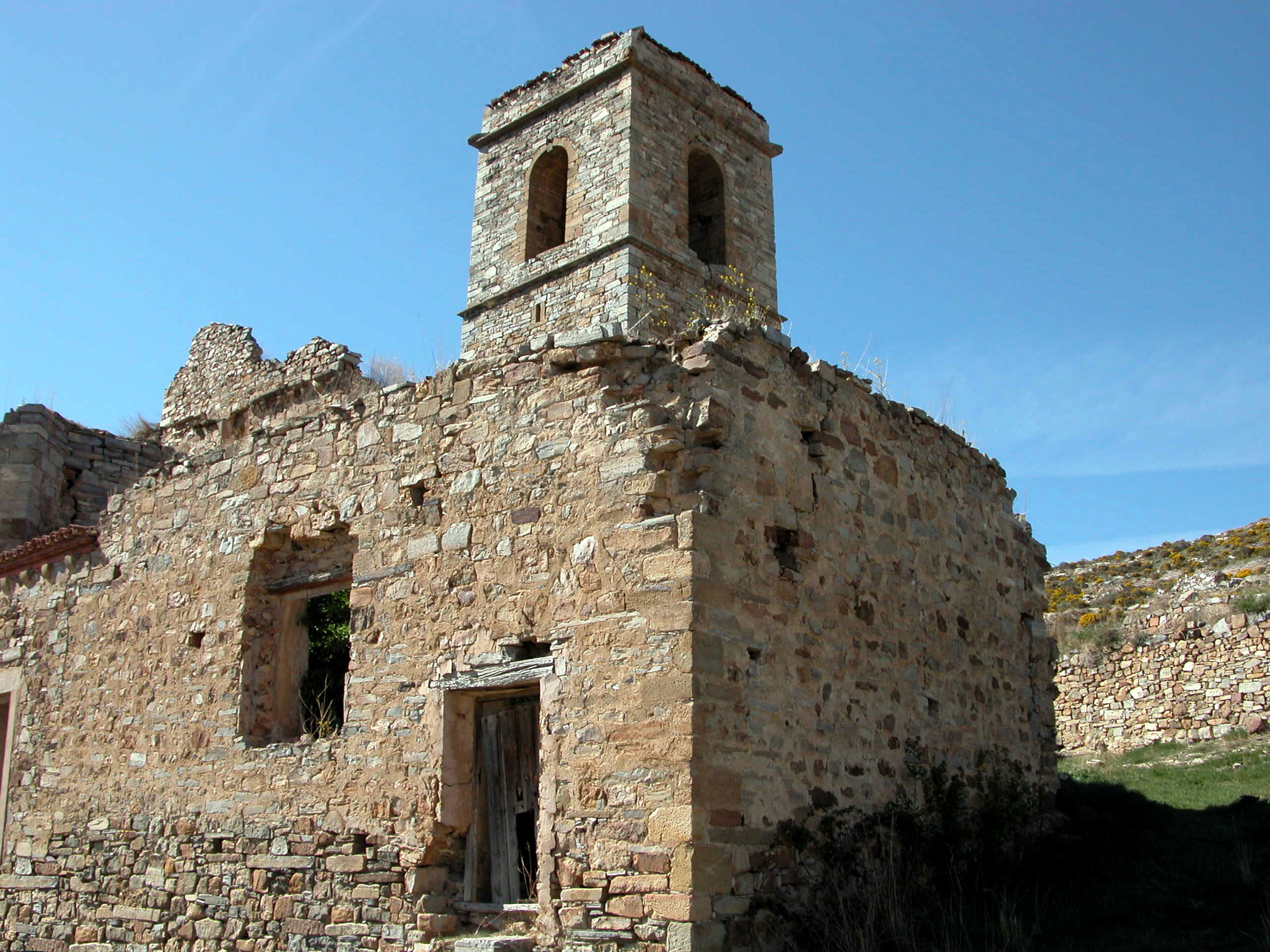
Ruinas de la iglesia románica de San Miguel (s. XIII).
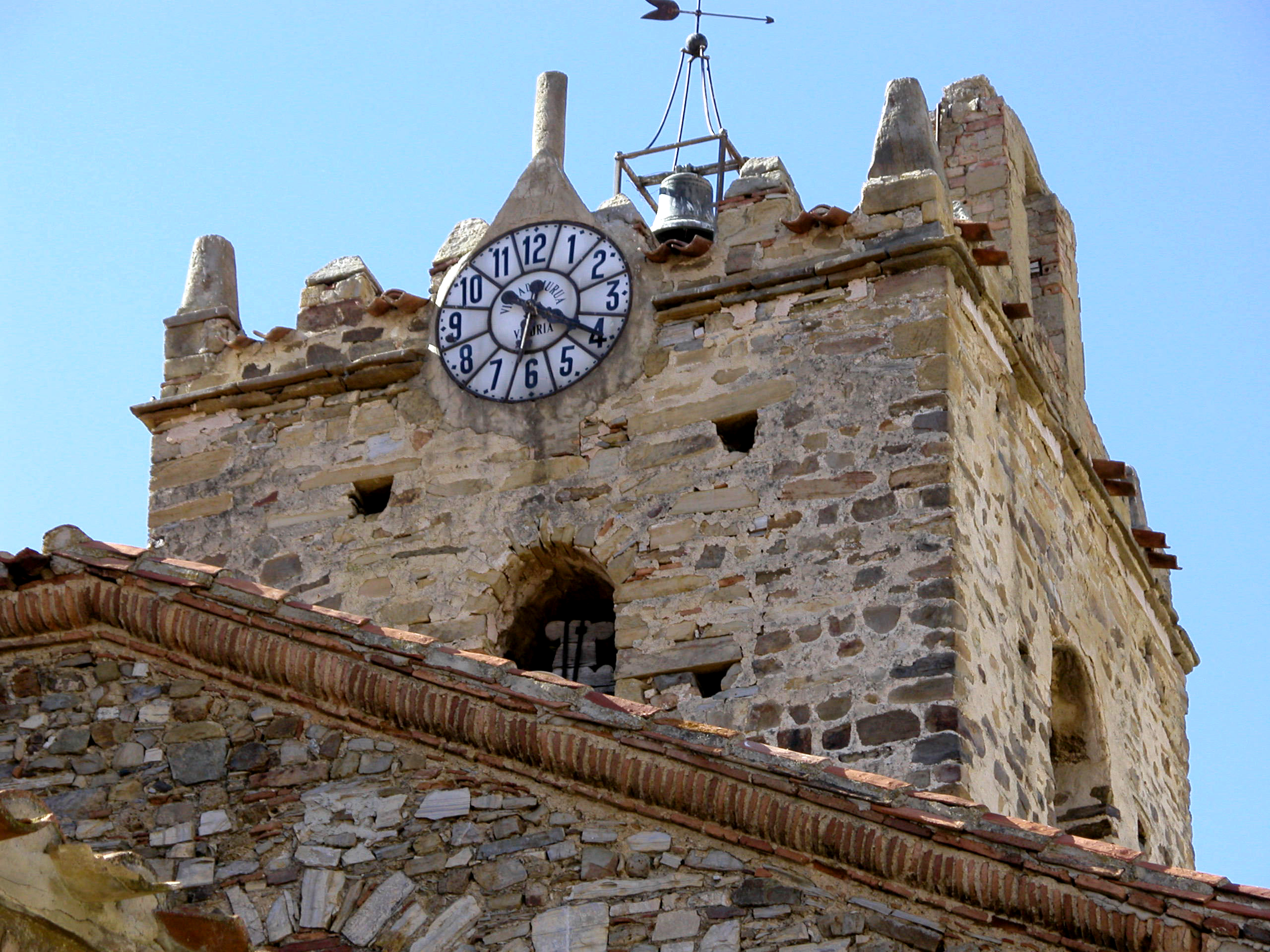
Iglesia románica de San Martín de Tours (s. XII).
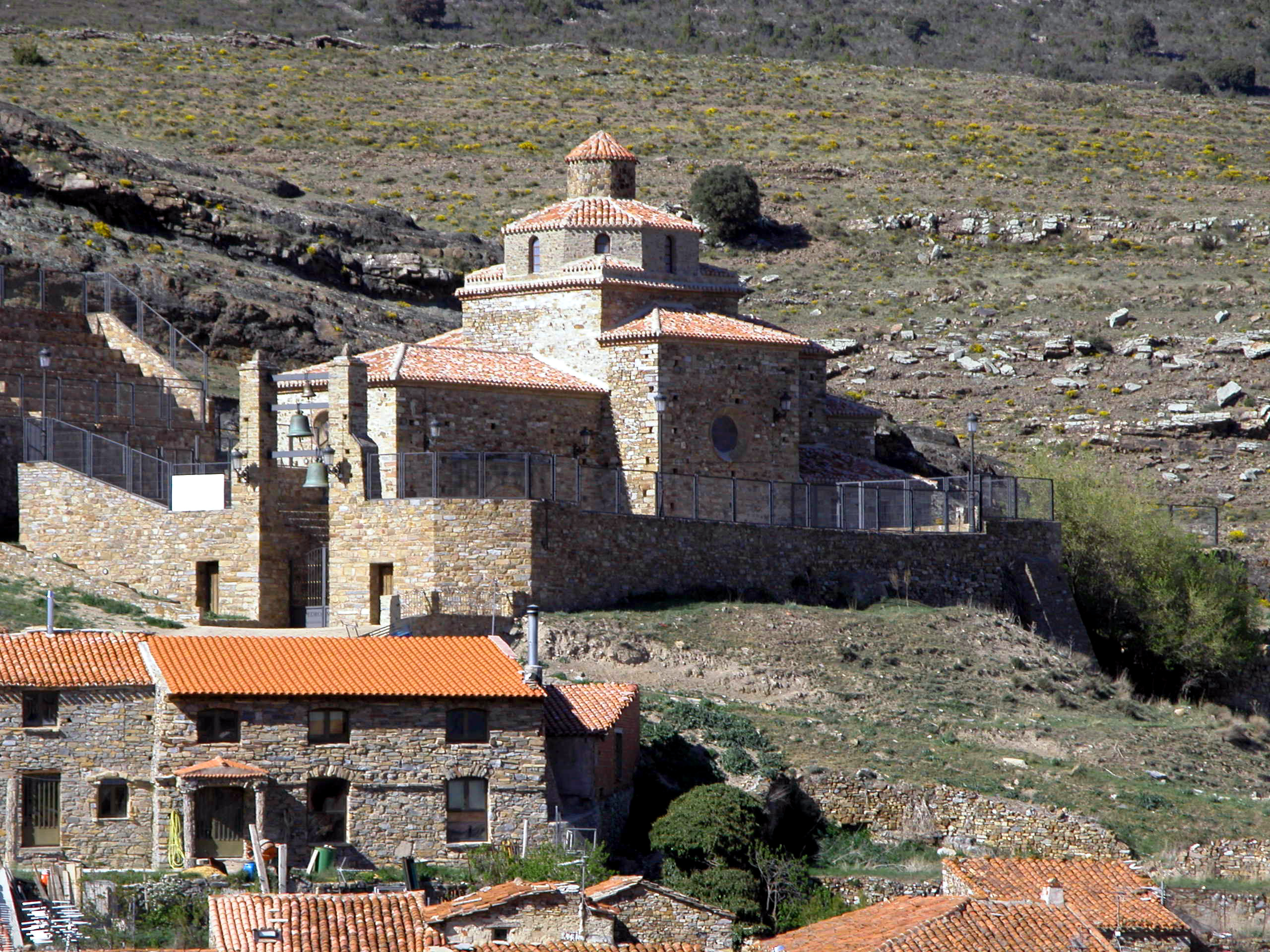
Ermita de la Virgen de la Peña (s. XIII).
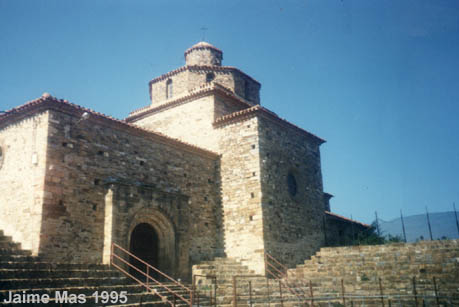
Ermita de la Virgen de la Peña.

- Imágenes de la localidad

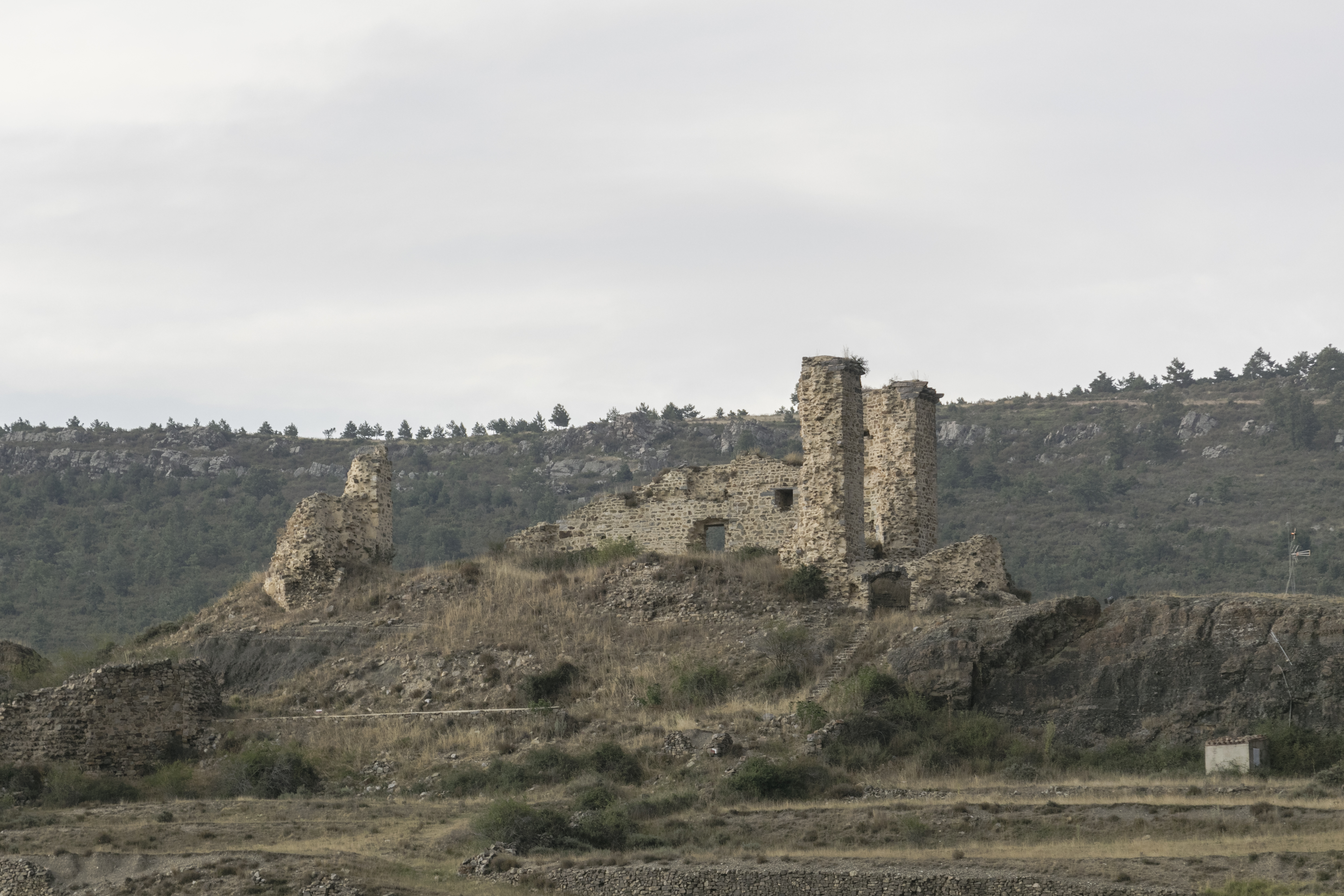
Restos del castillo en las afueras.
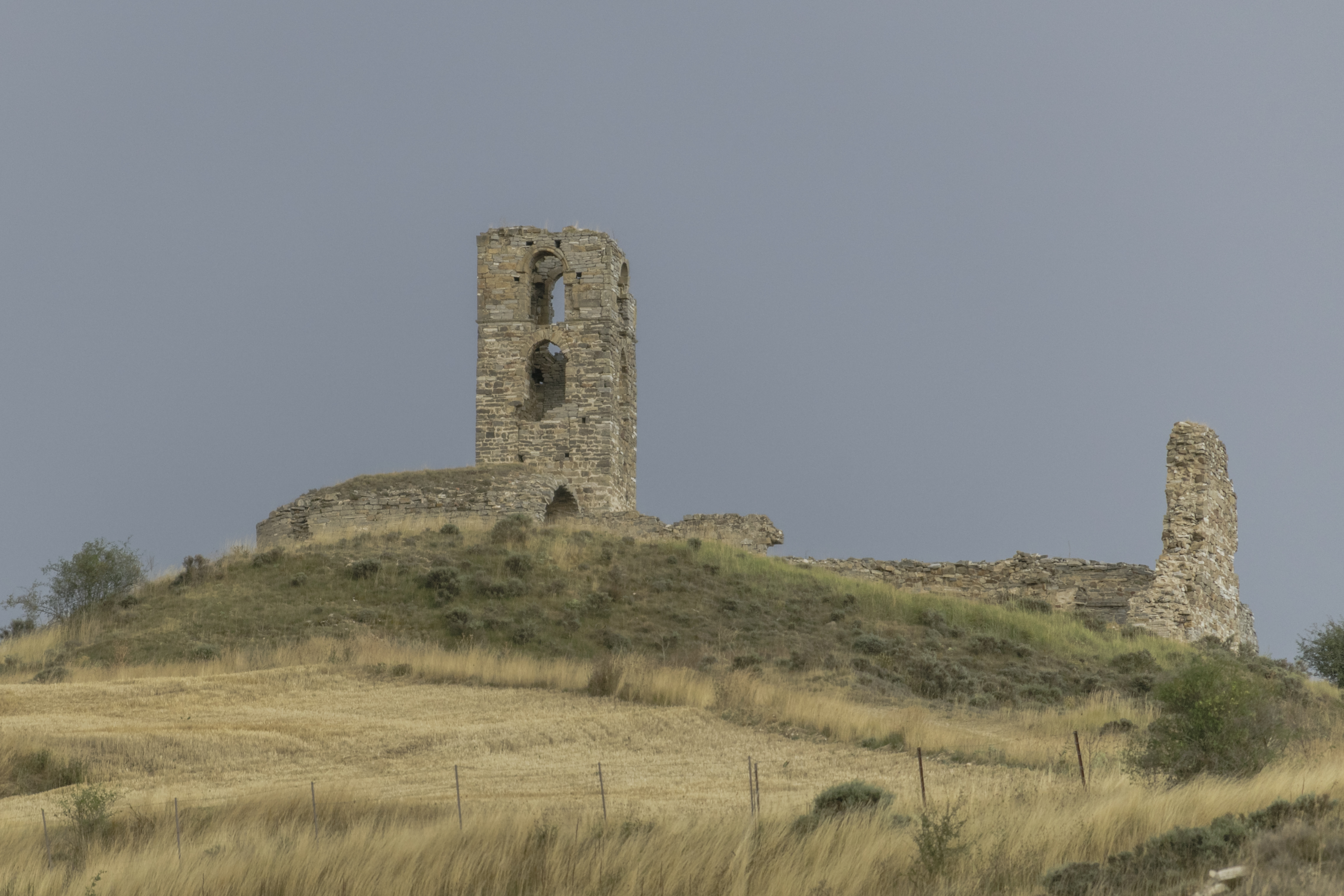
Ruinas del convento de San Pedro El Viejo.
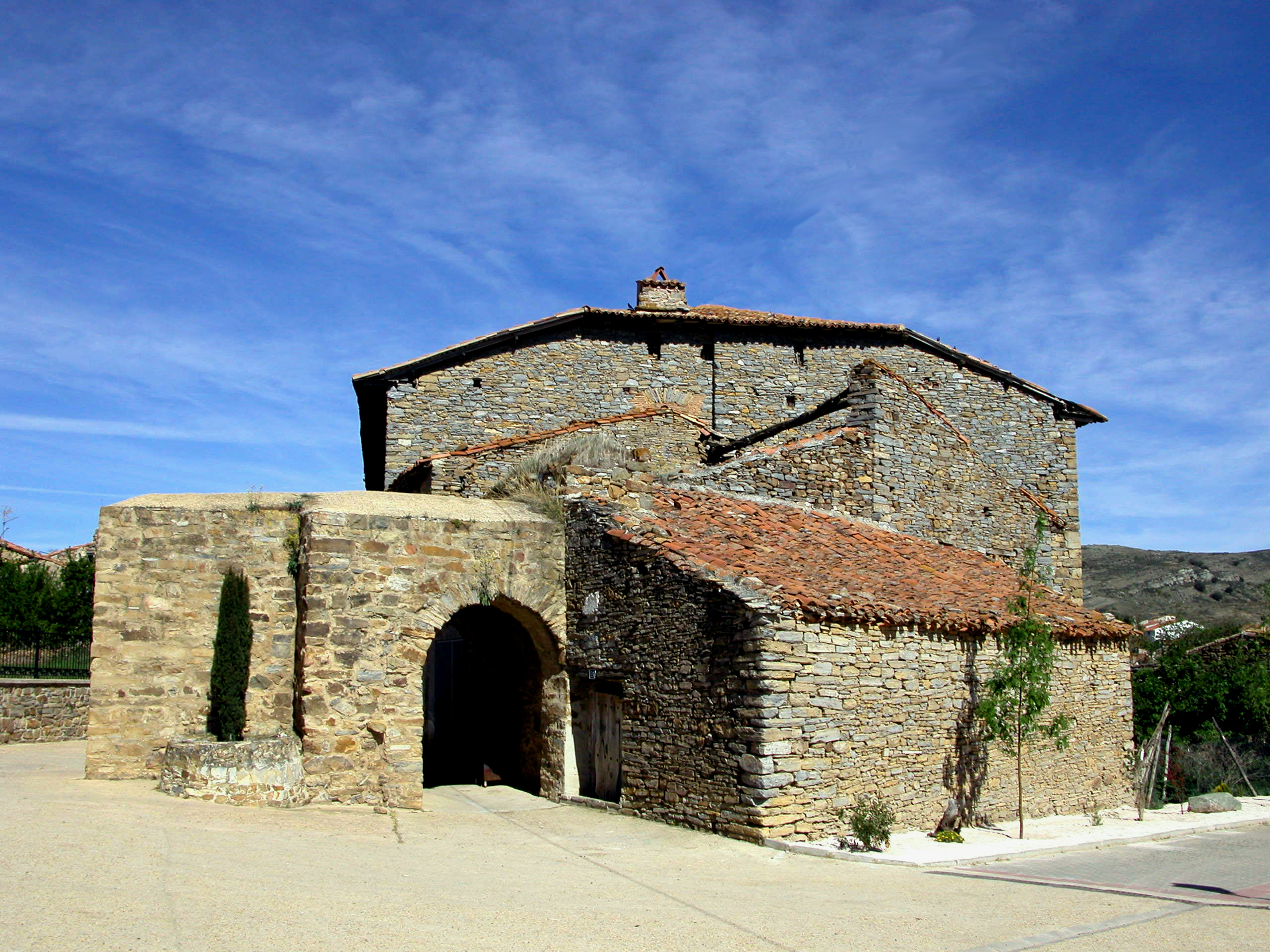
Arquitectura rural de la zona.
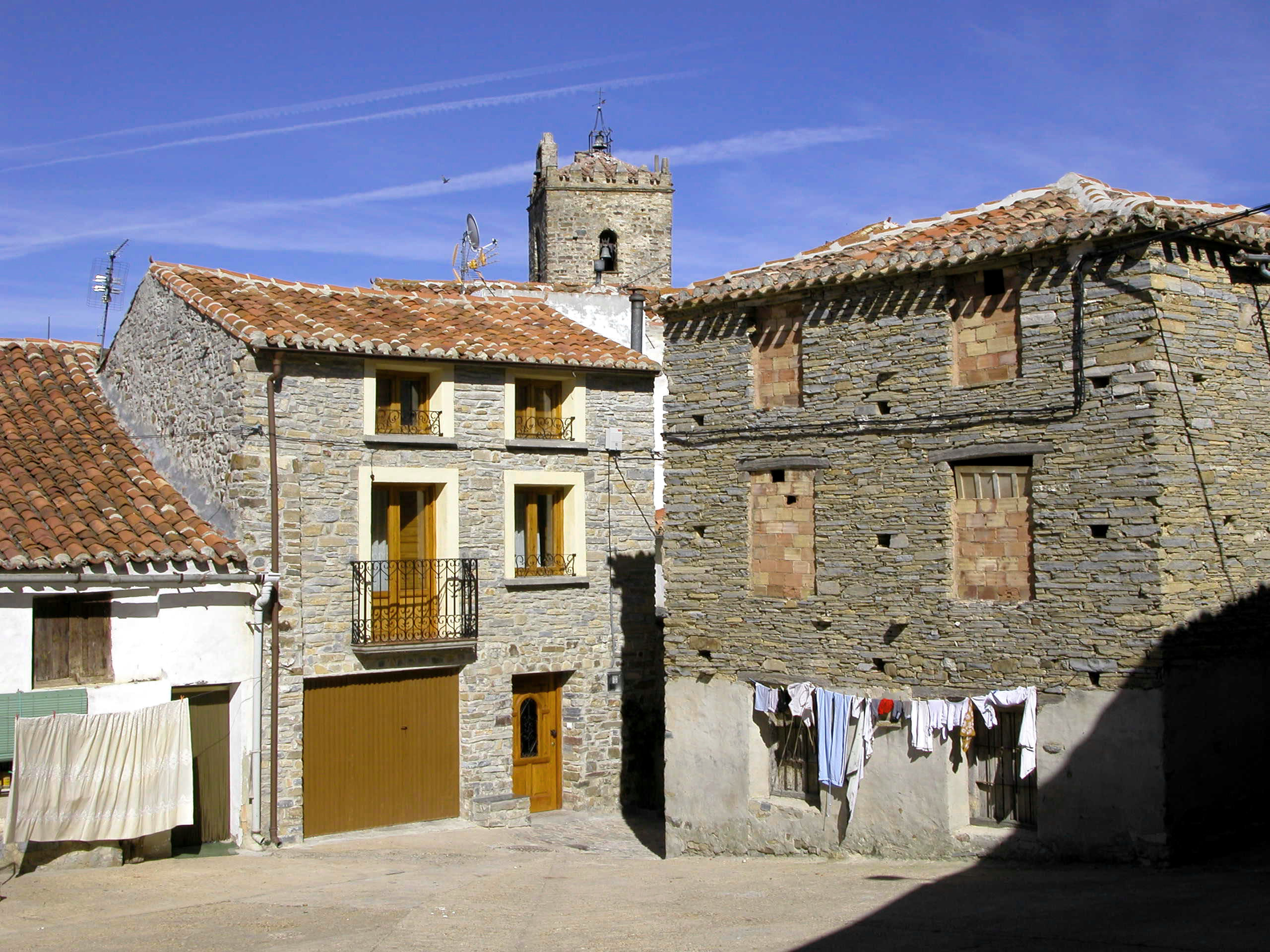
Centro urbano.
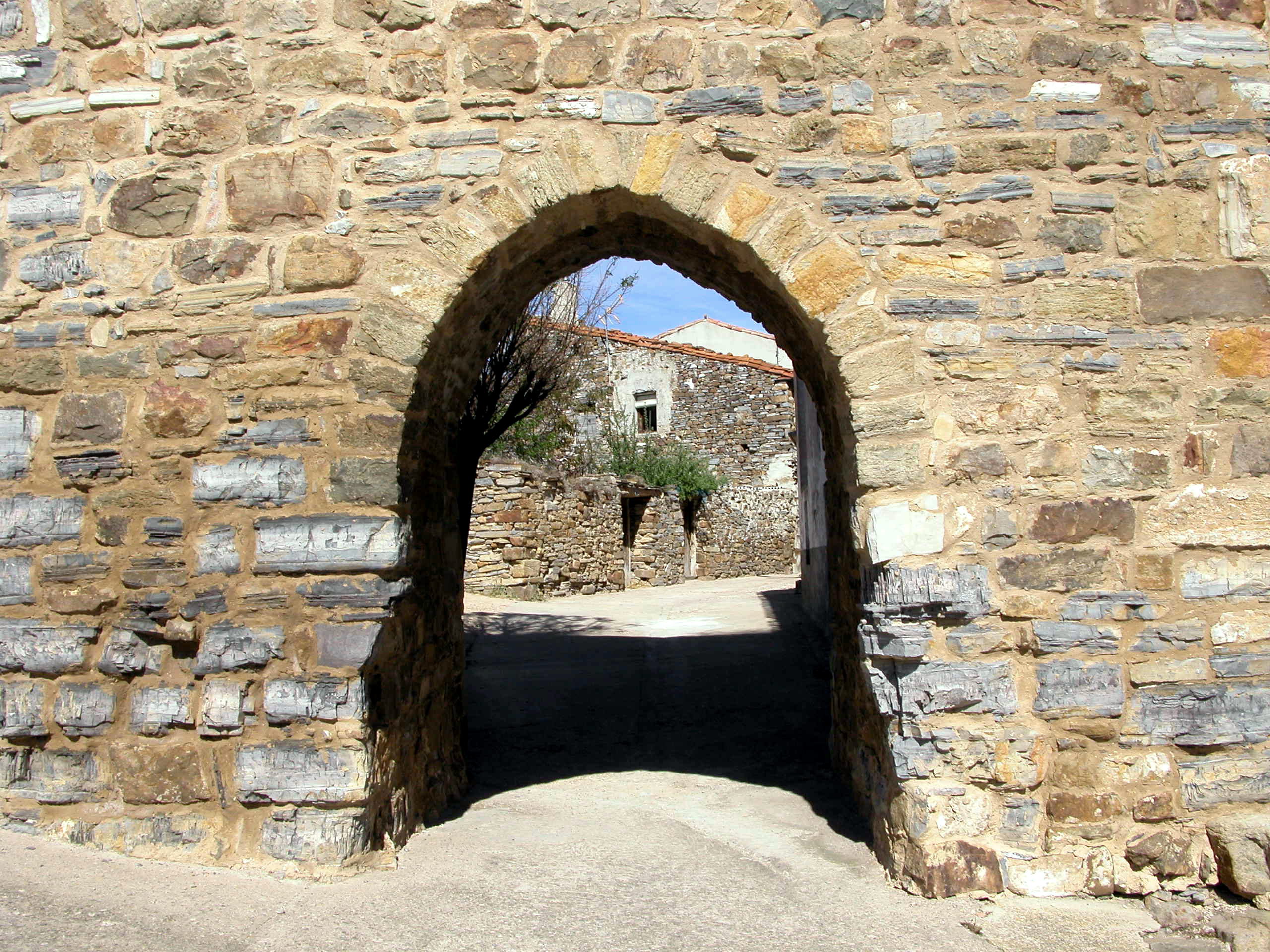
Puerta de entrada de la antigua muralla.
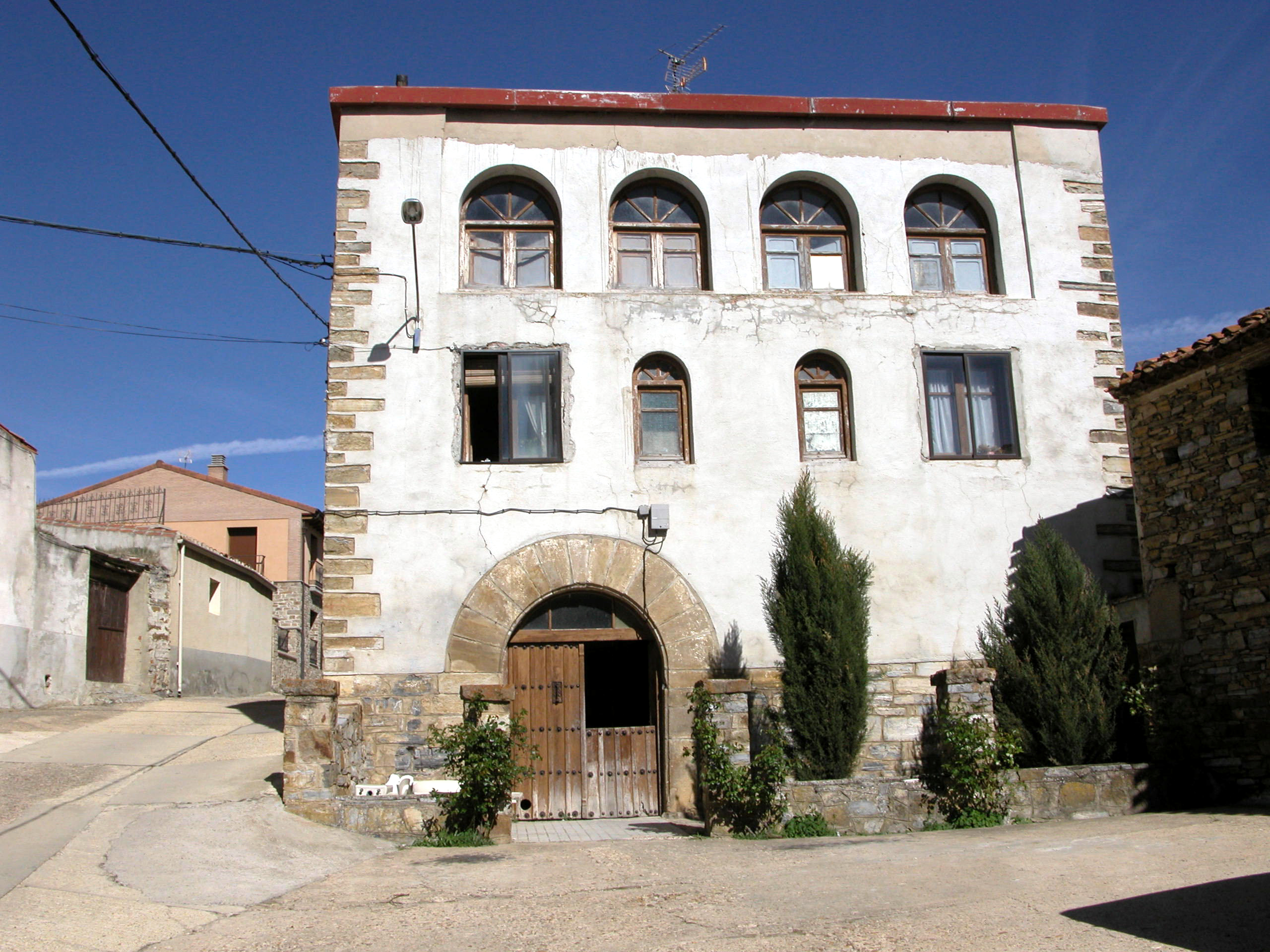
Una casona del pueblo.